# Walter Hildebrandt (Soziologe)

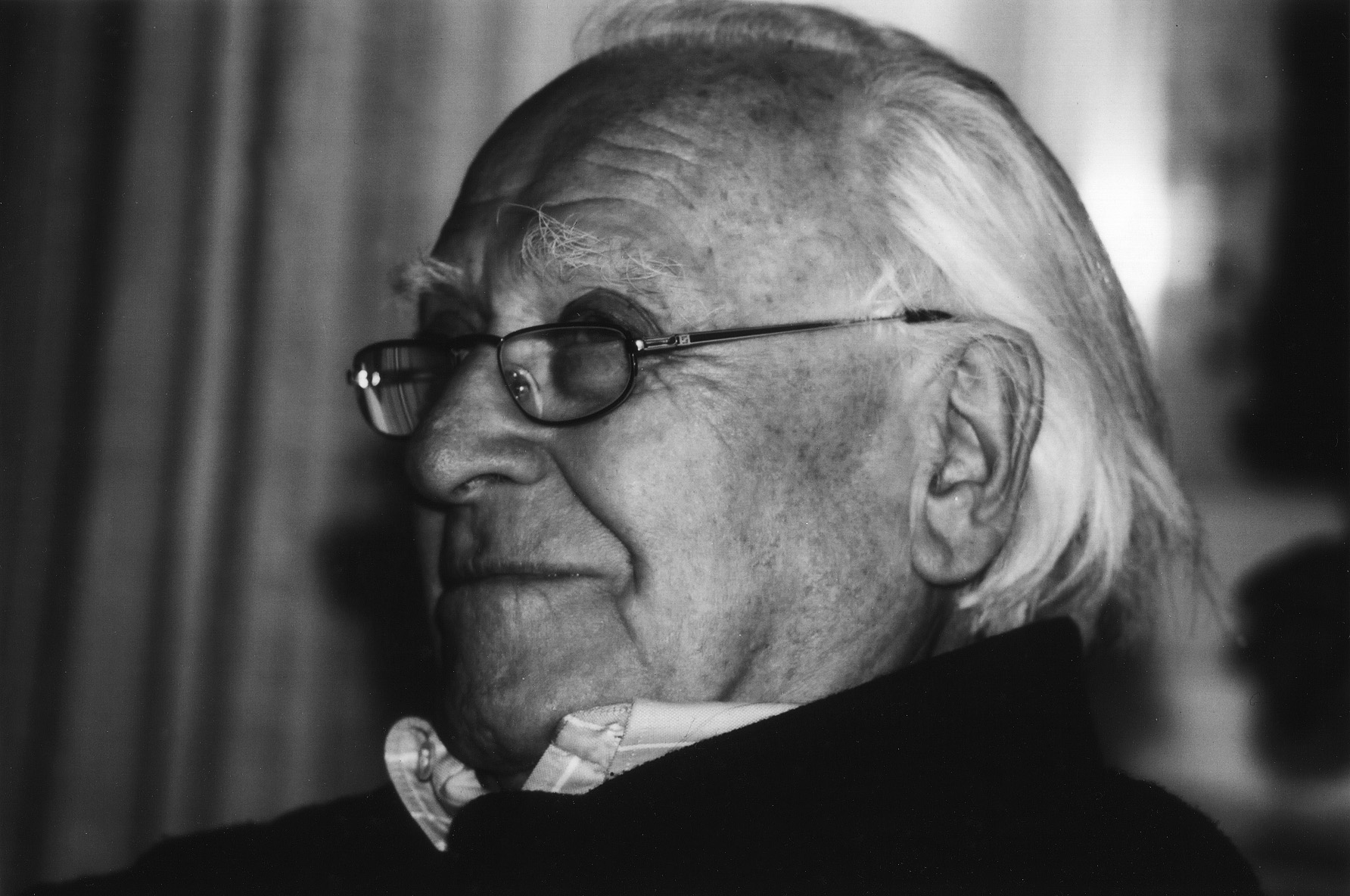
Walter Hildebrandt (1912–2007), deutscher Soziologe, bis 1980 Lehrstuhlinhaber Universität Bielefeld

Walter Hildebrandt (* 1912 in Leipzig; † 2007 in Luzern) war ein deutscher Soziologe, der als Professor und Lehrstuhlinhaber an der Universität Bielefeld lehrte. Die Arbeitsschwerpunkte umfassten: Kultur- und politische Soziologie, sowie Zeitgeist- und Kommunismusforschung in ihren Verbindungen.

## Leben
Studium
Nach seinem Studium der Geschichte, Philosophie, Soziologie und Wirtschaftswissenschaften in Leipzig, Königsberg, Prag und Wien promovierte Walter Hildebrandt 1937 bei Hans Freyer an der Universität Leipzig mit einer Dissertation zum Thema „Die kleine Wirtschaftsentente als agrarpolitisches Problem der Tschechoslowakei“. Eine erste Anstellung fand er nach der Promotion als Forschungsassistent bei Karl Seiler an der Universität Erlangen. Als junger Ost- und Südosteuropa-Experte diente er der Ostforschung und war Mitarbeiter der Reichsarbeitsgemeinschaft für Raumforschung. Seine dortige Arbeit befasste sich mit der Landflucht in Mittelfranken. Die gemeinsam mit Karl Seiler veröffentlichte Studie „Die Landflucht in Franken“ (Leipzig 1940: K.F. Koehler Verlag) ist ein Dokument für empirische Sozialforschung im Nationalsozialismus. Im März 1939 übernahm Hildebrandt die Stelle eines Oberassistenten am Südosteuropainstitut der Universität Leipzig.
Bei Kriegsbeginn 1939 wurde er zu einem Infanterie-Regiment eingezogen. Nach dem Frankreichfeldzug wurde er 1940 als guter Kenner Südosteuropas zur Dienststelle von Admiral Canaris (Abwehr Ausland) beordert und im Mai 1941 nach Ende des Balkanfeldzuges zu der Canaris unterstellten Division Brandenburg, deren Angehörige zumeist aus der Gebirgstruppe kamen oder als Auslandsdeutsche und überzeugte Nationalsozialisten freiwillig in diesen Verband eintraten. Dort kam er im Kaukasus, auf dem Balkan und zuletzt in Böhmen zum Einsatz.
Beruflicher Werdegang nach dem Krieg
In der Nachkriegszeit wurde Hildebrandt Chefredakteur des Osteuropa-Handbuches. Im Kontext der in Göttingen ansässigen Arbeitsgemeinschaft für Osteuropaforschung publizierte er über die Volksdemokratie Albanien 1944 bis 1951 (erschienen 1951), den Triest-Konflikt und die italienisch-jugoslawische Frage (1953), gab in Zusammenarbeit mit Werner Markert im Rahmen des mehrbändigen Osteuropa-Handbuchs den Band zu Jugoslawien heraus (1954), publizierte zusammen mit dem bekennenden Nationalsozialisten Karl-Heinz Pfeffer über die Sowjetunion (1955 und 1956) bzw. über die Schwerindustrie in der Sowjetunion (1957) sowie über Strukturprobleme in Asien (1966).
1954 gründete er mit einem Kreis politisch interessierter Persönlichkeiten das Gesamteuropäische Studienwerk e. V. in Vlotho und leitete es bis 1964. In diesem Jahr wurde Hildebrandt auf den Lehrstuhl für Soziologie und Sozialpädagogik an die Pädagogische Hochschule Westfalen-Lippe berufen. Ab 1963 war er Mitglied des Präsidiums der Ost-Akademie in Lüneburg und Mitbegründer und Mitherausgeber der Zeitschrift Deutsche Studien.
An der späteren Universität Bielefeld war er Professor und Ordinarius; er wurde 1980 mit 68 Jahren emeritiert.
Parallel zu seiner universitären Lehrtätigkeit blieb Hildebrandt dem Gesamteuropäischen Studienwerk in Vlotho sehr verbunden: 1972 wurde er zum ersten Vorsitzenden des Trägervereins gewählt, ein Amt, das er 12 Jahre lang ausübte. Walter Hildebrandt förderte in dieser Zeit eine enge Zusammenarbeit mit ähnlich gelagerten Institutionen wie etwa der Stätte der Begegnung, dem Jugendhof Vlotho oder der Ost-Akademie in Lüneburg.
Als Vizepräsident der Akademie war er Mitbegründer und Mitherausgeber der Zeitschrift „Deutsche Studien. Vierteljahreshefte für vergleichende Gegenwartskunde“. Darüber hinaus war er im Rahmen des Arbeitskreises für Ost-West-Fragen Herausgeber von „moderne welt. Zeitschrift für vergleichende geistesgeschichtliche und sozialwissenschaftliche Forschung“.
Zivilgesellschaftliches Engagement
In zahlreichen Artikeln und Beiträgen sowie durch konkrete Aktionen setzte sich Hildebrandt für Demokratie und politische Verantwortungsübernahme des Einzelnen innerhalb der Gesellschaft ein.
Als Vorstandsmitglied der Stiftung MITARBEIT unterstützte er bürgerschaftliches Engagement vielfältiger Art. Er förderte diverse kulturelle Initiativen, so z. B. als Vorsitzender von „Musik an St.Stephan“, Literaturkreis Vlotho, oder der „Sigiger Gespräche“ in der Schweiz. Neben seinen soziologischen und zeitgeschichtlich-politischen Publikationen verfasste Hildebrandt auch Gedichte und schrieb Essays.
Nach dem Tod seiner ersten Frau Elfriede, geb. Schreiber, mit der er 3 Kinder (Frauke Märkel, Hille Hildebrandt, Dr. Jan Hildebrandt) hatte, heiratete er die Schweizer Schriftstellerin Irma Hildebrandt, mit der er 2006 von Vlotho / Weser nach Luzern übersiedelte.

## Schriften (Auswahl)
- Die kleine Wirtschaftsentente als agrarpolitisches Problem der Tschecho-Slowakei. 125 S. Schriften des Osteuropa-Institutes. Breslau. 1938
- Der Triest-Konflikt und die italienisch-jugoslawische Frage. Eine soziologisch-zeitgeschichtliche Untersuchung. Arbeitsgemeinschaft für Osteuropaforschung, Göttingen und Tübingen. 1953
- Jugoslawien. Osteuropa-Handbuch, Bd. III, Hrsg. der Reihe: Werner Markert. Köln, Graz. 1954
- Die Sowjetunion. Länderlexikon des Hamburgischen Welt-Wirtschafts-Archivs, Hamburg. 1956
- Die Sowjetunion. Macht und Krise. 2. Auflage, Leske, Darmstadt 1956.
- Siegt Asien in Asien? Traditionalismus, Nationalismus, Kommunismus. Strukturprobleme eines Kontinents. Musterschmidt, Göttingen/Berlin/Frankfurt/Zürich 1966.
- Das nachliberale Zeitalter. Studien zur Gesellschaftslehre und politischen Bildung. Diederichs, Köln/Düsseldorf 1973, ISBN 3-424-00471-5.
- Europäische Werte in der Zerreißprobe. Essays und Studien zur Kultursoziologie. Kastell, München 1997, ISBN 3-924592-60-8.
- Mut zur Mühe – Wege der Lebensentfaltung. Herderbücherei Bd. 1081, Freiburg. 1984
- Versuche gegen die Kälte. Schriften und Literatur zur Zeitgeistforschung. Kastell Verlag, München. 1987. ISBN 978-3-924592-10-3